# A Changed Man
A Changed Man is een kort verhaal uit 1900 van de Engelse schrijver Thomas Hardy. Het uit zeven korte hoofdstukken bestaande verhaal verscheen voor het eerst in het destijds pas opgerichte geïllustreerde weekblad The Sphere. Het werd daarin opgenomen in twee afleveringen op 21 en 28 april 1900. Beide afleveringen bevatten een grote illustratie van de hand van A.S. Hartrick. In de Verenigde Staten werd het gepubliceerd in het tijdschrift The Cosmopolitan in mei 1900. Vervolgens werd het opgenomen in de bundel A Changed Man and Other Tales, die in 1913 werd uitgebracht in Groot-Brittannië en de Verenigde Staten.
De vertelling speelt zich zoals gebruikelijk af in Hardy's fictieve graafschap Wessex, met name in Casterbridge, dat staat voor Dorchester. Andere in het verhaal genoemde plaatsen zijn Budmouth (Weymouth), Budmouth Regis (Melcombe Regis) en Ivell (Yeovil).

## Het verhaal
In Casterbridge vestigt zich een regiment huzaren, tot trots en vermaak van de inwoners, temeer omdat de soldaten er zo fraai uitzien in hun kleurige uniformen en omdat ze een goed muziekkorps hebben. Ook de jonge vrouwen zijn zeer geïnteresseerd, met name Laura. Zij heeft een romantische kijk op het soldatenleven en haar oog valt op de knappe kapitein John Maumbry. Zij weet hem voor zich te winnen en het komt tot een huwelijk. Het levenslustige jonge paar wordt al snel populair en neemt deel aan velerlei sociale activiteiten. Zo spelen zij beiden mee in de opvoering van komedies en verzorgen vaak ook de organisatie daarvan.
Dan vestigt zich een nieuwe dominee in de gemeente, Mr. Sainway, die nogal opzien baart en volle kerken trekt. Hij is echter geen voorstander van de muzikale optredens van de militaire band op zondagmiddagen, tot verdriet van velen en ook van de kapitein. Merkwaardig genoeg heeft deze dominee veel invloed op Maumbry en weet hem van zijn inzichten te overtuigen. De twee raken goed bevriend, zodanig zelfs dat de kapitein besluit het leger te verlaten en een theologische studie te doen om zelf ook geestelijke te kunnen worden. Dit is zeer tegen de zin van Laura, maar zij kan hem niet weerhouden. Als het eenmaal zover is, vestigt hij zich als dominee in een arme buurt van de stad. Als predikant kan hij echter niet in de voetsporen van Sainway treden, zijn preken zijn saai en vooral veel te lang. Op den duur vertrekt het regiment huzaren uit de stad, droevig nagestaard door Laura. Dan breekt er een ernstige cholera-epidemie uit in Casterbridge, waarvan vooral de armere wijken te lijden hebben. Velen ontvluchten de stad en Laura gaat op aandringen van haar man naar Budmouth, waar zij veiliger zal zijn. Daar raakt zij in contact met de jonge luitenant Vannicock en begint een verhouding met hem. Ze schrijft een briefje aan haar man, waarin ze nogmaals zegt dat ze zijn keuze betreurt en dat ze hem daarom zal verlaten. Na verloop van tijd vertrekken de twee naar Vannicocks nieuwe standplaats. Als zij Casterbridge naderen zien zij wat er gaande is en naderbij gekomen zien zij Maumbry druk in de weer met zijn hulp aan de arme bevolking bij het verbranden of ontsmetten van kleding en beddengoed. Hij is zo vermoeid dat zij hem naar huis brengt en bij hem blijft. Korte tijd later bezwijkt hij. Zij keert terug naar haar kamers buiten de stad en Vannicock neemt opnieuw contact met haar op, zij het niet met veel vuur. Er staat als het ware een dode tussen hen in. De affaire tussen de twee verwatert en Laura is en blijft een weduwe.